# قائمة المواقع والمعالم المصنفة في ولاية الأغواط
هذه قائمة حصرية للمواقع الأثرية والمعالم التاريخية المصنفـــة حسب وزارة الثقافة والاتصال (الجزائر) لولاية الأغواط
| رقم    | اسم                                              | وصف           | موقع | مدينة      | قسم            | الإحداثيات                                       | صورة        |
| ------ | ------------------------------------------------ | ------------- | ---- | ---------- | -------------- | ------------------------------------------------ | ----------- |
| 03-001 | رسومات صخرية في الغيشة (محطة عين سفيسفة الصخرية) |               |      | الغيشة     | ما قبل التاريخ | 2°04′36″N 33°55′04″E / 2.0766°N 33.9177°E        | Upload file |
| 03-002 | كاف فرومنتان (الأغواط)                           |               |      |            | الأغواط        |                                                  | صورة        |
| 03-003 | نقوش صخرية (واد الرميلية)                        |               |      |            | الأغواط        |                                                  | صورة        |
| 03-004 |                                                  | موقع الحصباية |      | سيدي مخلوف | الأغواط        | 3°04′38″N 34°03′21″E / 3.07714355°N 34.0558278°E | صورة        |
| 03-005 | الزاوية التيجانية (عين ماضي)                     |               |      |            | الأغواط        |                                                  | صورة        |
| 03-006 | المركز الكهربائي ديازال (الأغواط)                |               |      |            | الأغواط        |                                                  | صورة        |